# Falsamblesthis unguicularis
Falsamblesthis unguicularis là một loài bọ cánh cứng trong họ Cerambycidae.